# Денчжоу
Денчжоу (кит. спр. 邓州市, піньїнь: Dèngzhōu Shì) — місто-повіт в східнокитайській провінції Хенань, складова міста Наньян.

## Географія
Денчжоу розташовується на півдні центральної частини префектури.

### Клімат
Місто знаходиться у зоні, котра характеризується вологим субтропічним кліматом. Найтепліший місяць — липень із середньою температурою 28 °C (82.4 °F). Найхолодніший місяць — січень, із середньою температурою 3 °С (37.4 °F).
| Клімат Денчжоу          | Клімат Денчжоу | Клімат Денчжоу | Клімат Денчжоу | Клімат Денчжоу | Клімат Денчжоу | Клімат Денчжоу | Клімат Денчжоу | Клімат Денчжоу | Клімат Денчжоу | Клімат Денчжоу | Клімат Денчжоу | Клімат Денчжоу | Клімат Денчжоу |
| Показник                | Січ.           | Лют.           | Бер.           | Квіт.          | Трав.          | Черв.          | Лип.           | Серп.          | Вер.           | Жовт.          | Лист.          | Груд.          | Рік            |
| Середня температура, °C | 3              | 4,8            | 9,9            | 16,1           | 21,5           | 26,1           | 28             | 27,4           | 22,1           | 16,9           | 10,8           | 4,9            | 16             |
| Норма опадів, мм        | 14.9           | 21.8           | 42.3           | 72.7           | 84             | 83.7           | 145.2          | 125.5          | 103            | 66.1           | 38.1           | 13.8           | 811.1          |
| Днів з опадами          | 6,5            | 7,4            | 9,5            | 11,8           | 11             | 9,6            | 12,5           | 11,8           | 13,6           | 11,8           | 9,7            | 7              | 122,2          |
| Вологість повітря, %    | 65.2           | 66.4           | 67.4           | 69.5           | 68.5           | 66.2           | 75.6           | 76.3           | 75.9           | 74.4           | 72.7           | 67.6           | 70.5           |
| ----------------------- | -------------- | -------------- | -------------- | -------------- | -------------- | -------------- | -------------- | -------------- | -------------- | -------------- | -------------- | -------------- | -------------- |
| Джерело: Weatherbase    |                |                |                |                |                |                |                |                |                |                |                |                |                |